# Christian Van Eyken
Christian Van Eyken (Etterbeek, 16 augustus 1954) is een voormalig Belgisch politicus voor DéFI (de voormalige FDF).

## Levensloop
Van Eyken doorliep zijn middelbaar aan het Koninklijk Atheneum van Brussel, alwaar hij afstudeerde in de richting HSO Wetenschappelijke B. Vervolgens studeerde hij Germanistiek aan de ULB te Brussel, waar hij in 1978 afstudeerde. Hierop aansluitend ging hij van 1978 tot 1989 aan de slag als onderwijzer in het officieel onderwijs in Bergen en Ottignies. Daarna was hij van 1989 tot 1995 werkzaam als vertaler voor de Brusselse regering, op het kabinet van de Brusselse ministers Georges Désir en Didier Gosuin. 
In oktober 1982 werd hij verkozen als gemeenteraadslid in de faciliteitengemeente Linkebeek, in de Vlaamse Rand rond Brussel, en begin 1983 werd hij aangesteld tot schepen, wat hij bleef tot in 1992. Hierbij bekleedde de bevoegdheden Burgerlijke Stand, Bevolking, Sport, Jeugd, Middenstand en Sociale Zaken.
Van 1993 tot 2005 was hij burgemeester van Linkebeek. Toen hij in dat laatste jaar verhuisde naar Tervuren werd hij in dit ambt opgevolgd door Damien Thiéry (FDF, later MR), die nooit werd benoemd omdat hij de taalwetgeving niet naleefde. Van 2007 tot 2009 was Van Eyken gemeenteraadslid en lid van de politieraad van Tervuren. Bij de eerste rechtstreekse verkiezingen voor het Vlaams Parlement van 21 mei 1995 werd hij verkozen in de kieskring Halle-Vilvoorde. Ook na alle volgende Vlaamse verkiezingen bleef hij Vlaams volksvertegenwoordiger. Bij de verkiezingen van mei 2014 kon hij nipt zijn zetel behouden. Bij de verkiezingen van 2019 stelde hij zich geen kandidaat meer.

## Veroordeling voor moord
In oktober 2015 vonden er in zijn woning te Zaventem en kantoor in het Vlaams Parlement huiszoekingen plaats in het kader van een moordonderzoek op de man van zijn secretaresse, die tevens zijn maîtresse was en later zijn vrouw werd. Het slachtoffer werd in juli 2014 doodgeschoten op zijn bed. Naar aanleiding van een verzoek hieromtrent van het parket-generaal van Brussel hief de plenaire vergadering van het Vlaams Parlement op 6 januari 2016 zijn parlementaire onschendbaarheid op. Op 27 januari 2016 werd hij formeel gearresteerd voor moord. De dag erna werd hij alweer vrijgelaten wegens een procedurefout; het aanhoudingsbevel was namelijk niet ondertekend. Als direct gevolg van deze arrestatie en vervolging werd hij door DéFI in januari 2016 geschorst als lid van de partij. 
Op 8 juni 2016 hief het Vlaams Parlement opnieuw zijn onschendbaarheid op. Ditmaal in het kader van een onderzoek naar valsheid in geschrifte met de diploma's van zijn secretaresse.
In april 2017 werd Van Eyken door de raadkamer van Brussel officieel in beschuldiging gesteld van moord en doorverwezen naar de correctionele rechtbank. Van Eyken ontkende elke betrokkenheid bij de zaak. Het proces ging van start in november 2018, maar werd meteen uitgesteld nadat hij en zijn vrouw verdacht werden van sabotage van bewijsmateriaal in de zaak. Ze werden daarvoor eveneens in verdenking gesteld. In juni 2019 werd het proces opnieuw opgestart. Op 3 september 2019 werden Van Eyken en zijn echtgenote (en ex van het slachtoffer) schuldig bevonden en veroordeeld tot 23 jaar cel. Van Eykens advocaat gaf meteen na de veroordeling aan in beroep te willen gaan.
Op 17 januari 2020 ging het proces in beroep van start voor het Hof van Beroep in Brussel. Op 16 februari 2021 werden Van Eyken en zijn echtgenote Sylvia Boigelot opnieuw schuldig bevonden en veroordeeld tot 27 jaar gevangenis. Hij vocht dit arrest aan in cassatie. Volgens zijn advocaten was de strafverhoging voor Van Eyken en zijn vrouw in vergelijking met de straf in eerste aanleg er gekomen omdat het echtpaar geen schuldinzicht had getoond door in beroep te gaan tegen hun eerdere straf, wat werd gezien als een schending van het recht van verdediging. 
Op 23 juni 2021 werd bekend dat hij, samen met zijn vrouw, tijdelijk werd vrijgelaten in afwachting van een nieuw proces voor het Hof van Beroep in Bergen. Het cassatiehof had namelijk het arrest in beroep gedeeltelijk vernietigd door de argumentatie van Van Eykens advocaten te volgen, waardoor het Hof van Beroep zich opnieuw diende uit te spreken over de strafmaat voor het echtpaar. Op 26 april 2022 werden Van Eyken en zijn vrouw definitief veroordeeld in de zaak, met straffen van respectievelijk 20 en 22 jaar cel. Hierop werd de onmiddellijke arrestatie van het echtpaar bevolen.